# Revolutionära socialistiska arbetarepartiet
Revolutionära socialistiska arbetarepartiet (franska: Parti ouvrier socialiste révolutionnaire, POSR) var ett franskt socialistiskt politiskt parti grundat 1890 av Jean Allemane. POSR grundades som en utbrytning ur Federationen av socialistiska arbetare i Frankrike (FTSF) ledd av Allemane och kom därför även att bli känt som Allemanistpartiet. Partiet trodde starkt på syndikalism och samlingspunkten för den revolutionära syndikalismen.
Parallellt med Allemanes arbetarklassocialism växte en intellektuell socialistisk rörelse fram inom POSR som leddes av bibliotekarien Lucien Herr. Rörelsens primära mål var folkbildning. Sammantaget var POSR ett moderat reformistiskt parti influerat av possibilism, som menade att socialismen kunde nås genom demokratisk handling såsom decentralisering och deltagande i lagstiftningsprocessen.
År 1902 slogs POSR samman med FTSF och partipolitiskt obundna socialister under namnet Franska socialistpartiet (PSF). PSF slogs i sin tur samman med Frankrikes socialistiska parti (PSdF) 1905 för att grunda den Franska sektionen av Arbetarinternationalen (SFIO).